# Săceni
Săceni is een Roemeense gemeente in het district Teleorman.
Săceni telt 1413 inwoners.